# Општина Чорашти (Вранча)
Чорашти (рум. Ciorăşti) општина је у Румунији у округу Вранча.
Oпштина се налази на надморској висини од 41 m.